# Jüri Uluots
(Da un estratto del disperato appello radiofonico di Jüri Uluots, alla popolazione estone (1944))
Jüri Uluots (Lihula, 13 gennaio 1890 – Stoccolma, 9 gennaio 1945) è stato un politico e avvocato estone.
Fu un Primo ministro dell'Estonia, giornalista, docente universitario e preside della Facoltà di Legge all'Università di Tartu, in Estonia.

## Biografia
Uluots nacque a Lihula nel 1890, nel Governatorato dell'Estonia e studiò legge all'Università di San Pietroburgo tra il 1910 e il 1918. Successivamente insegnò diritto romano ed estone all'Università di Tartu, fino al 1944. Uluots fu anche redattore del giornale Kaja nel 1919-1920, e capo redattore del quotidiano estone Postimees dal 1937 - 1938.
Uluots venne eletto al Riigikogu, il parlamento estone, tra il 1920–1926, e dal 1929 al 1932. Fu portavoce alla Camera estone, Riigivolikogu (Camera bassa), dal 4 aprile 1938 al 14 ottobre 1939. Uluots ricoprì la carica di Primo Ministro dal 1939 fino al giugno 1940 quando le truppe sovietiche invasero e occuparono l'Estonia e installarono un governo fantoccio, presieduto da Johannes Vares, mentre il governo costituzionale di Uluots venne deposto, andò in clandestinità (e poi in esilio). Il governo-fantoccio comunista non venne mai riconosciuto dalla comunità internazionale, dagli Stati Uniti, Regno Unito ed altri governi occidentali che lo considerarono, insieme con l'annessione forzata all'Urss del 1940 e la successiva RSS Estone del 1944,illegale

### L'azione politica
Dopo che il Presidente della Repubblica estone, Konstantin Päts venne arrestato dalle forze di occupazione sovietiche e deportato nei gulag siberiani in Unione Sovietica, nel 1940, il professor Uluots divenne Primo ministro facente funzioni di Presidente della Repubblica, secondo i dettami della Costituzione estone allora vigente. Quando i nazisti durante la guerra, nel 1941 invasero l'Estonia occupata dai sovietici, anche il governo comunista installatosi illegalmente l'anno precedente, fu rovesciato.
Uluots rifiutò l'offerta tedesca di mettersi a capo del loro governo nel 1941 ed invece prese parte al governo estone clandestino di resistenza al governo nazista. Nel marzo del 1944 il Comitato Nazionale della Repubblica d'Estonia fu formato dal governo clandestino estone nell'Estonia occupata dai nazisti.  In aprile del 1944 un elevato numero di membri del comitato fu arrestato dalla sicurezza nazista.
Il Comitato nazionale estone cercò di stabilire un governo provvisorio durante il previsto ritiro delle truppe naziste quando l'Armata Rossa aveva già raggiunto i confini dell'Estonia il 2 febbraio del 1944. Il 20 aprile 1944, il Comitato Nazionale selezionò il Comitato Elettorale della Repubblica d'Estonia. Questo Comitato stabilì che la nomina di Johannes Vares come Primo Ministro, fatta da Konstantin Päts all'inizio dell'occupazione sovietica nel 1940, fosse stata illegale ed affermò che Uluots avesse assunto i compiti del Presidente dal 21 giugno 1940 in poi. Il 21 giugno 1944, Jüri Uluots nominò Otto Tief come Primo ministro delegato.
Nel gennaio 1944, il fronte fu respinto dall'Armata Rossa, che ormai aveva raggiunto i confini estoni. I tempi si facevano sempre più stretti: Narva fu evacuata dagli estoni, costretti a fuggire (e mai più rientrati).
Jüri Uluots diffuse un disperato comunicato radio, implorando a tutti gli uomini abili militarmente e nati dal 1904 al 1923 di arruolarsi per il servizio armato di difesa estone  (precedentemente, Uluots si era sempre opposto alla mobilitazione del popolo estone, considerandolo neutrale): 
(Da un estratto del disperato appello radiofonico di Jüri Uluots, alla popolazione estone)
La chiamata attrasse supporti da tutto il paese: 38.000 reclute si recarono ai centri di registrazione. Migliaia di estoni che, dando il loro contributo si erano uniti all'esercito finlandese e partecipato volontariamente alla Guerra d'Inverno, tornarono immediatamente dal Golfo di Finlandia per unirsi alla nuova Forza di Difesa Territoriale, destinata a difendere il territorio estone contro l'imminente avanzata sovietica. Vi fu la speranza che organizzando tale resistenza l'Estonia potesse essere in grado di attrarre i supporti delle forze occidentali, per contribuire alla causa dell'indipendenza dell'Estonia dall'Urss e che, ultimata la guerra, si fosse potuta ristabilire l'indipendenza. Di conseguenza, quando i tedeschi si ritirarono, nel settembre del 1944, Uluots nominò un nuovo governo, capeggiato da Otto Tief.
Il 20 settembre 1944 il governo nazionale venne proclamato, le forze estoni si installarono nei palazzi del governo a Toompea e intimarono alle forze naziste di andarsene.
Il governo di Tief, troppo debole ed indifeso, nutrendo la paura di rappresaglie, fuggì da Tallinn prima dell'arrivo dell'Armata Rossa e si nascose.
Tuttavia la maggior parte dei membri del governo furono arrestati più tardi e dovettero subire pesanti repressioni dalle autorità sovietiche e furono condannati a morte o ai lavori forzati e deportati nei campi di lavoro e sterminio in Siberia
Il resto del governo volò a Stoccolma, e poi a Oslo in Norvegia dove operò in esilio dal 1944 al 1992 quando, con il restauro della sovrana indipendenza estone, Heinrich Mark, che era il Primo ministro facente funzione di presidente della repubblica, trasmesse le sue credenziali al Presidente entrante: Lennart Meri

### La malattia e il decesso
Da tempo malato di cancro allo stomaco, Uluots, morì a Stoccolma, poco dopo essere arrivato in Svezia nel 1945.
Nel dopoguerra, con l'occupazione sovietica, fu fatto divieto di dare degna sepoltura al corpo dello statista nella tomba di famiglia, posta nel cimitero del suo paese natale, in Estonia.
Per questo motivo i suoi resti, e quelli dei famigliari, sono stati riportati in patria solo il 31 agosto 2008, dal governo dell'Estonia indipendente e tumulati nel Cimitero di Kirbla, con una cerimonia ufficiale alla quale hanno presenziato le più alte cariche dello stato estone restaurato.

## Onorificenze

### Onorificenze estoni
- Cavaliere di I Classe, 1938 – Ordine della Stella Bianca